# Coilia nasus
Coilia nasus, també coneguda com ungeo, anxova japonesa o anxova xinesa és una espècie de peix d'aletes rayades de la família dels Engraulidae (anxoves). Creix fins als 41 cm (16 in) longitud total ; és una espècie relativament gran pel seu gènere. Es troba en aigües marines, aigües dolces i salobres a profunditats de fins a 50 m (160 ft). Són atrapats amb xarxes d'arrossegament i xarxes de deriva.

## Característiques
És un exemple d'espècie de peix anàdrom, amb algunes poblacions que es traslladen a l'aigua dolça per desovar. En general es distribueixen al nord-oest del Pacífic, entre 21–42°N i 109–134°E, o des de Guangdong a la Xina fins a la costa oest de la península de Corea i el so d'Ariake al sud-oest del Japó. Una delicadesa tradicional, l'espècie es pesca comercialment a Corea, la Xina i el Japó. A la Xina és un dels peixos més cars venuts, i com que la varietat anàdroma és més cara que la varietat d'aigua dolça, la indústria es centra principalment al mar Groc, al mar de la Xina Oriental i al Yangtze.

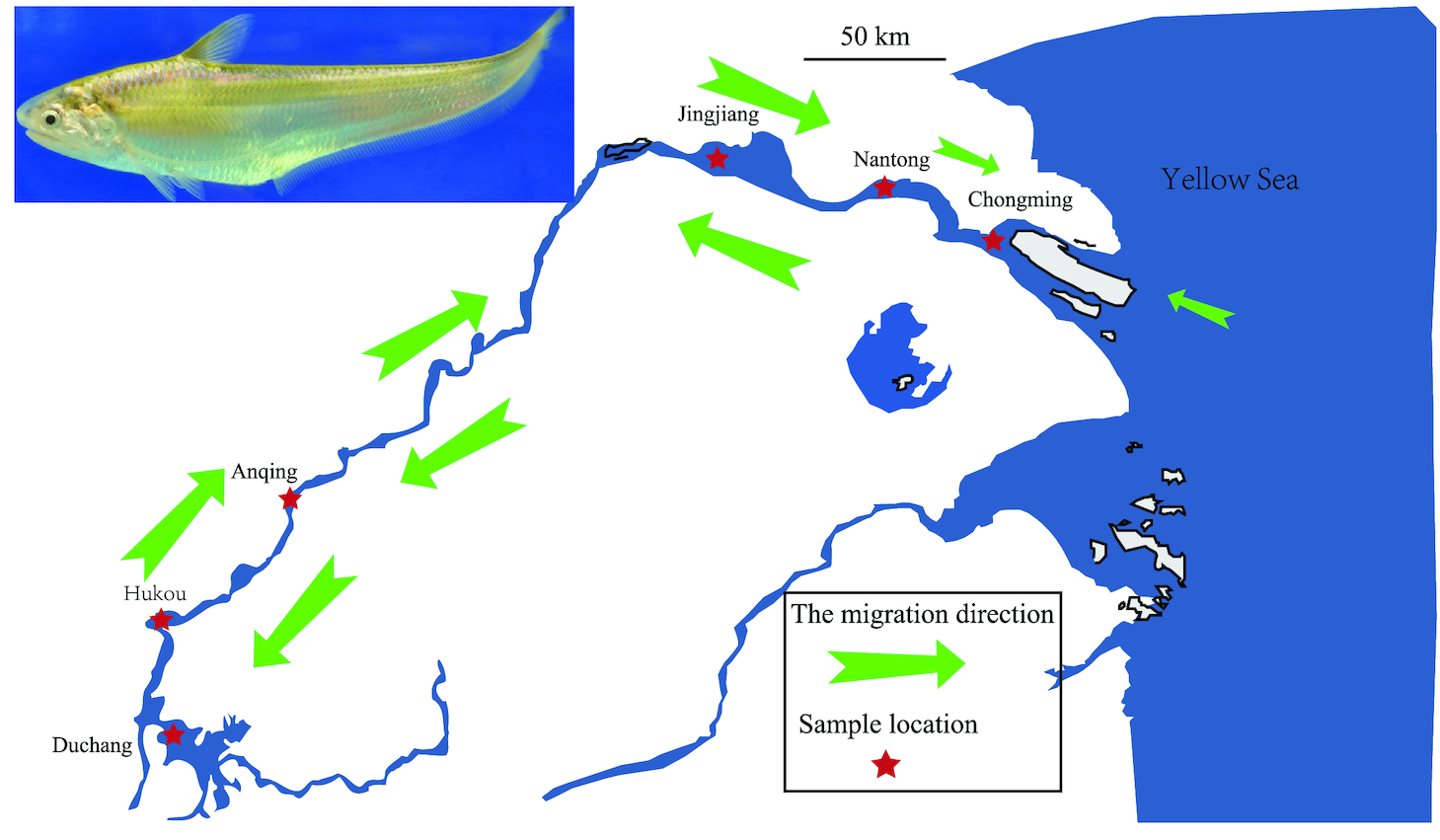
Migració estacional i dimorfisme migratori de coilia nanus.

Algunes poblacions xineses d'aquest peixos, migren anàdromament cada primavera pel riu Yangtze abans de la seva maduració gonadal final per tal de desovar al curs mitjà i baix del Yangtze. Després d'això, els peixos madurs migren de nou al mar. S'ha informat que altres grups resideixen en llacs d'aigua dolça durant tot el seu cicle de vida, fent de l'espècie un model interessant de migració parcial o dimorfisme migratori. Per entendre aquest procés s'ha reunit un genoma de referència de 870 Mb de longitud, i conjuntament amb això, un estudi de genètica poblacional d'individus d'aigua dolça i migratoris representatius ha aprofundit en els mecanismes moleculars de l'adaptació migratòria.

## Ús com aliment

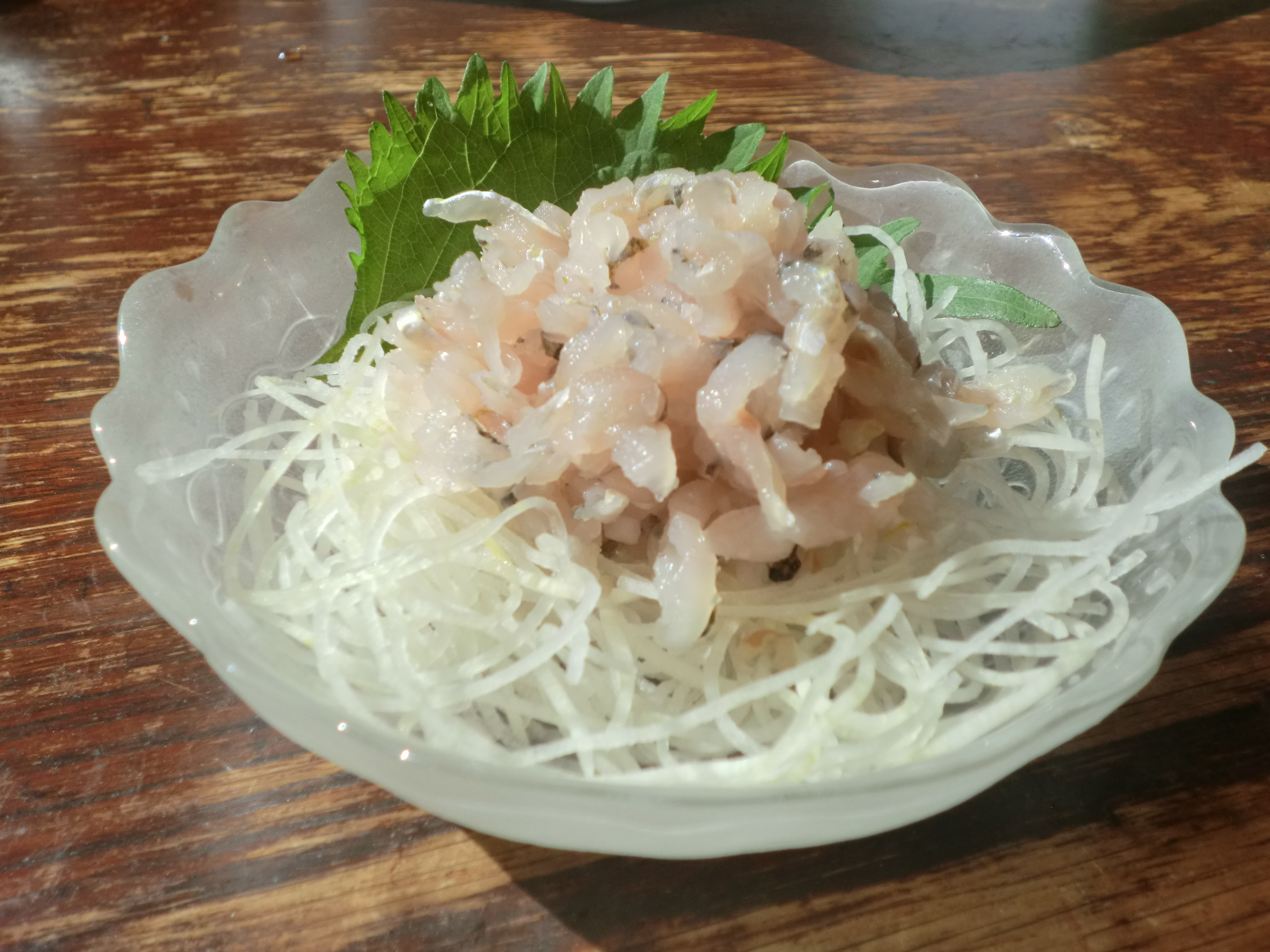
Sashimi d' etsu (nom japonès de Coilia nasus)

A la Xina, els peixos del mateix gènere s'anomenen col·lectivament ``Fengweiyu fèngwěiyú'', i és comú utilitzar-los com a aliment a les zones costaneres de l'est i el sud de la Xina. També s'utilitza com a ingredient en la medicina tradicional xinesa. A Shanghai i la província de Jiangsu, es distribueix principalment C. mystus, que es captura en indrets del riu Yangtze. A la ciutat de Wenzhou, província de Zhejiang, sovint utilitzen el que es pot capturar a Qianjiang. A la província de Guangdong, s'utilitza sovint C. grayi del sistema del riu Pearl, que es fregeix, es condimenta i es ven com a producte especial en conserva. El peix al vapor així com el pollastre fregit són habituals, però també s'utilitza per fer sopes.
Es pot menjar en diversos plats com el sashimi, l'etsu-zushi, la tempura, amb pollastre fregit, el mushi, salat a la planxa o bullit. Com que té molts ossos petits, cal tallarl-los de la mateixa manera que el congre. Es fa malbé molt de pressa, per la qual cosa s'ha de cuinar ràpidament. Per aquest motiu, a les zones de producció, sovint es cuina Etsu acabat de pescar i se serveix als turistes en els propis vaixells de pesca del riu Chikugo.